# Château de la Cattoire
Le château de La Cattoire est situé en Wallonie à Blicquy, dans la commune belge de Leuze-en-Hainaut. 

## Le château
La bâtisse a été construite en 1703 par Jean-François Boele, sur base d'une ancienne Seigneurie de la famille de la Cattoire, d'où le château tient son nom originel. De style Louis XIV, l'intérieur présente de grands espaces tels un salon chinois, un salon de chasse, de grandes salles à manger. La façade extérieure initialement en brique et pierre de Maffle, a été enduit de ciment en 1825 peu après son acquisition par le comte Ferdinand-François d'Oultremont. Les dépendances demeurent toujours de brique apparente peinte. 

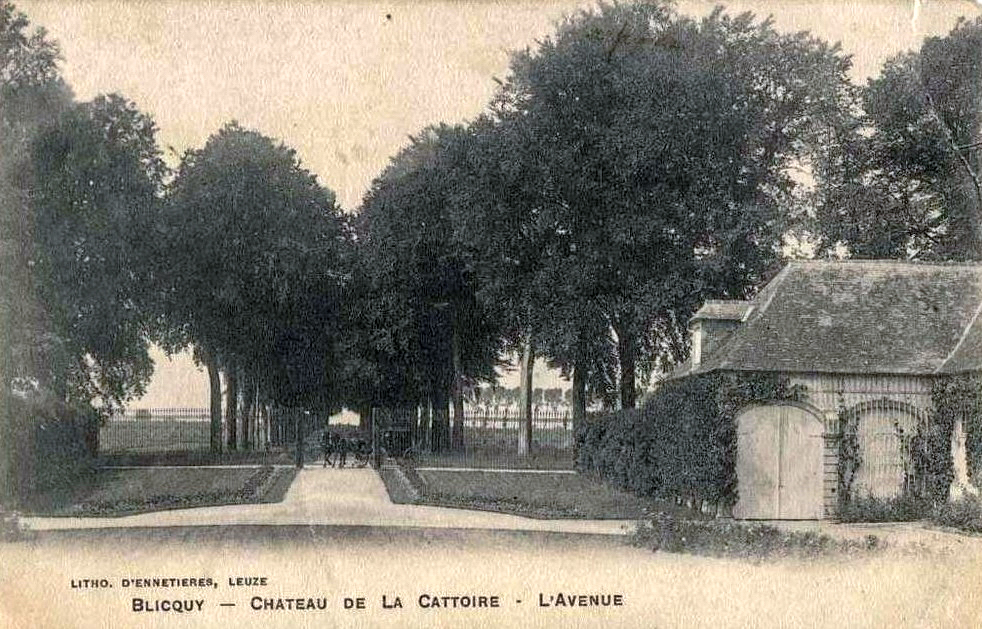
Château de la Cattoire, l'avenue du parc